# PAGE4
PAGE4 (англ. PAGE family member 4) – білок, який кодується однойменним геном, розташованим у людей на короткому плечі X-хромосоми. Довжина поліпептидного ланцюга білка становить 102 амінокислот, а молекулярна маса — 11 153.
| 10         |  | 20         |  | 30         |  | 40         |  | 50         |
| ---------- |  | ---------- |  | ---------- |  | ---------- |  | ---------- |
| MSARVRSRSR |  | GRGDGQEAPD |  | VVAFVAPGES |  | QQEEPPTDNQ |  | DIEPGQEREG |
| TPPIEERKVE |  | GDCQEMDLEK |  | TRSERGDGSD |  | VKEKTPPNPK |  | HAKTKEAGDG |
| QP         |  |            |  |            |  |            |  |            |

A: Аланін

C: Цистеїн

D: Аспарагінова кислота

E: Глутамінова кислота

F: Фенілаланін

G: Гліцин

H: Гістидин

I: Ізолейцин

K: Лізин

L: Лейцин

M: Метіонін

N: Аспарагін

P: Пролін

Q: Глутамін

R: Аргінін

S: Серин

T: Треонін

Кодований геном білок за функцією належить до фосфопротеїнів. 